# Hansjoachim Tiedge
Hansjoachim Tiedge (* 24. Juni 1937 in Berlin; † 6. April 2011 nahe Moskau) war ein deutscher Nachrichtendienst-Beamter und späterer Überläufer. Ab 1979 war er im Bundesamt für Verfassungsschutz (BfV) für die Spionageabwehr gegen die Deutsche Demokratische Republik (DDR) zuständig und lief am 19. August 1985 in diese über.

## Leben

### Herkunft, Ausbildung, Familie
Hansjoachim Tiedge, Sohn eines Bankangestellten, erlangte 1957 in Frankfurt am Main die Hochschulreife. 
Er war Volljurist, sein zweites Staatsexamen bestand er 1966. Seine 1938 geborene Ehefrau Ute geb. Sachwitz, mit der er drei Töchter hatte, starb schon 1982.

### Tätigkeit für das BfV
Tiedge trat 1966 in das Bundesamt für Verfassungsschutz (BfV) in Köln ein und lebte im Kölner Stadtteil Brück. Ab 1979 war er für die Spionageabwehr gegen die Deutsche Demokratische Republik (DDR) zuständig. 
Getrieben von erheblichen psychischen Problemen, die durch Alkoholmissbrauch, hohe Schulden und den Tod seiner Frau ausgelöst worden waren, und von der Versetzung in eine andere Behörde bedroht, floh der Regierungsdirektor und Referatsgruppenleiter IV B des BfV am 19. August 1985 in die DDR.

### Überlauf in die DDR

#### Ausreise und Verhöre
Tiedge reiste am 19. August 1985 mit dem Interzonenzug in die DDR. Am Grenzübergang Helmstedt-Marienborn meldete er sich bei den Grenztruppen der DDR. Vier Tage später gab die DDR-Nachrichtenagentur ADN den Übertritt Tiedges bekannt. 
In den anschließenden Verhören verriet Tiedge, zuletzt Gruppenleiter für die Spionageabwehr DDR, sein Wissen über seinen ehemaligen Arbeitgeber, das Bundesamt für Verfassungsschutz. Nach Erkenntnissen der US-amerikanischen Central Intelligence Agency soll Tiedge den Kontakt zur Hauptverwaltung A (HVA) bereits Monate vor seiner Flucht hergestellt haben. Die von Tiedge gemachten Angaben gingen allerdings nur in wenigen Details über diejenigen Informationen hinaus, die das Ministerium für Staatssicherheit (MfS) durch den Topagenten im BfV Klaus Kuron, einen direkten Untergebenen Tiedges, ohnehin schon hatte.
Nach Angabe von Stasi-Beamten gestand Tiedge in den Vernehmungen auch, den Tod seiner Frau durch einen Schlag mit einem Nudelsieb auf ihren Kopf verursacht zu haben, infolge dessen sie die Treppe hinunter gestürzt sei.

#### Auswirkungen auf das BfV
Tiedges Überlauf in die DDR führte zum Rücktritt des ehemaligen BfV-Präsidenten Heribert Hellenbroich, der gerade zum Präsidenten des Bundesnachrichtendienstes ernannt worden war. Hellenbroich, dem die Alkoholprobleme und Schulden Tiedges bekannt gewesen waren und der ihn trotzdem in seinem Amt belassen hatte, wurde in den einstweiligen Ruhestand versetzt. Sein Nachfolger als BND-Präsident wurde Hans-Georg Wieck.

#### „Sekretärinnenaffäre“
Im Zusammenhang mit der Flucht Tiedges flogen im gleichen Monat mehrere andere Spionagefälle („Sekretärinnenaffäre“) auf. Nun konnten vom MfS die von Kuron erlangten Informationen über den Wissensstand des Verfassungsschutzes (und daraus folgende Ermittlungen) genutzt werden, ohne Kuron zu gefährden. Anfang August 1985 setzte sich nämlich Johanna Olbrich (alias Sonja Lüneburg), die Sekretärin von Bundeswirtschaftsminister Martin Bangemann, rechtzeitig in die DDR ab, ebenso die Sekretärin Margarete Höke, die im Bundespräsidialamt beschäftigt war. In die DDR flüchteten auch die Chefsekretärin beim Bund der Vertriebenen Ursula Richter und ihr Freund Lorenz Betzing, der beim Bundeswehrverwaltungsamt beschäftigt war. In der DDR wurden der umgedrehte MfS-Agent Horst Garau und seine Frau Gerlinde verhaftet. Er wurde zu lebenslanger Freiheitsstrafe, seine Frau zu dreieinhalb Jahren verurteilt. Garau kam 1988 in der Haftanstalt Bautzen II des MfS unter „nie überzeugend geklärten Umständen“ ums Leben, mit der DDR-offiziellen Version „Selbsttötung durch Erhängen“.  Seine Witwe vermutet staatlichen Mord durch Institutionen der DDR. Für Tiedge erfand man die Legende, er sei bereits viele Jahre als „Kundschafter des Friedens“ tätig gewesen, um die Topagenten Joachim Krase (bis 1984 beim Militärischen Abschirmdienst) und Tiedges Kollegen Klaus Kuron nicht zu gefährden.

### Leben in der DDR
Die ersten zweieinhalb Jahre in der DDR verbrachte Tiedge in Prenden, wo er im HVA-Leitungsobjekt am Bauersee untergebracht war. Karl-Christoph Großmann gab später an, ab August 1985 Tiedges MfS-Betreuer in die DDR gewesen zu sein.
1988 wurde Tiedge, der sich inzwischen Helmut Fischer nannte und in Karolinenhof (Ost-Berlin) in einem luxuriösen Haus wohnte, an der Humboldt-Universität zu Berlin mit einer Dissertation über die Abwehrarbeit des Verfassungsschutzes promoviert.

### Leben nach 1989
Nach Wende und friedlicher Revolution in der DDR 1989 lebte er zunächst noch unbehelligt in seinem Haus weiter, wo ihn allerdings der ARD-Journalist Werner Sonne aufspürte. Schließlich wurde Tiedge am 23. August 1990 vom Geheimdienst KGB in die Sowjetunion ausgeflogen.
Tiedge, der freimütig einräumte, ein „Verräter“ gewesen zu sein, war überzeugt davon, aus persönlichen Gründen mit dem Übertritt in die DDR den richtigen Schritt gemacht zu haben. Zuletzt lebte er abgeschottet in der Nähe von Moskau. Seit 2005 war in seinem Fall des Tatbestands des Landesverrats die Verjährung eingetreten und eine diesbezügliche Strafverfolgung in Deutschland gegen ihn nicht mehr möglich. Allerdings hatte der Jurist Tiedge selbst Bedenken, ob sein Kontakt zum KGB von der deutschen Justiz als abermalige Tathandlung angesehen werden könnte, die die Verjährungsfrist neu hätte zu laufen beginnen lassen.

## Schriften
- Der Überläufer. Eine Lebensbeichte. Das Neue Berlin, Berlin 1998, ISBN 3-360-00863-4